# WKS 1 ppLeg Wilno
WKS 1 ppLeg Wilno – polski klub piłkarski z siedzibą w Wilnie.

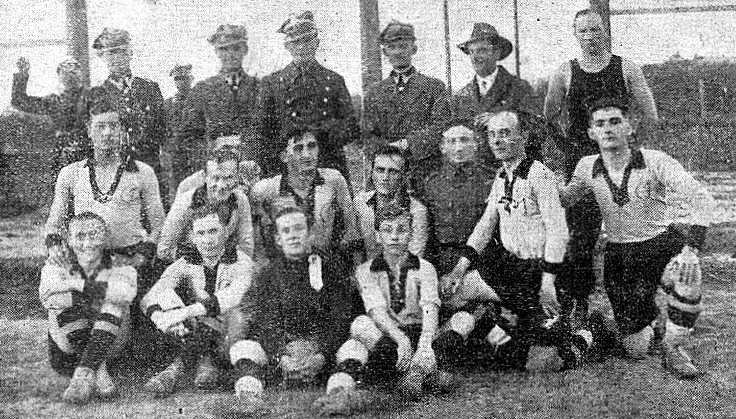
WKS 1 ppLeg Wilno – mistrzowie okręgu wileńskiego w 1928

## Historia
Piłkarska drużyna WKS 1 ppLeg została założona w Wilnie przez żołnierzy 1 Pułku Piechoty Legionów, którzy stacjonowali w garnizonie Wilno, w „Koszarach imienia 1 Brygady Legionów Komendanta Józefa Piłsudskiego”" przy ulicy Kalwaryjskiej.
Pierwszy mecz 1pp Leg. odbył się w Grodnie 23 czerwca 1921 kiedy Legioniści zremisowali z WKS 5PP 1:1. Nie ma dokładnych danych dotyczących powstania klubu, ale bardzo prawdopodobne, że był to 1921 rok.
Od 1923 występował w rozgrywkach polskiej okręgowej ligi - Klasa A. W sezonach 1926, 1928, 1931 i 1932 zdobywał tytuł mistrzowski okręgu wileńskiego.
WKS 1 ppLeg. wystąpił w rozgrywkach o mistrzostwo polski, w fazie grupowej zajął 3 miejsce.
W 1930 nastąpiła fuzja, a w zasadzie przejęcie sekcji piłkarskiej WKS Pogoń Wilno.
Klub trzykrotnie grał w grupach eliminacyjnych dla mistrzów okręgówek, walczących w barażach o awans do I ligi. Nigdy nie zakwalifikował się do najwyższej klasy. W 1932 piłkarze z Wilna stanęli przed szansą wejścia do ligi krajowej, jednak na ich drodze stanął inny wojskowy klub Legia Poznań, który to WKS 1 ppLeg wyeliminował w półfinale eliminacji.
W 1933 klub połączono z WKS 6 ppLeg Wilno i utworzono nowy klub WKS Śmigły Wilno. Konsolidacja klubów wojskowych pod kierownictwem działacza i prekursora wileńskiej piłki nożnej płk. Zdzisława Zygmunta Wendy, miała na celu stworzenie silnego klubu, który awansuje do ligi.

## Skład
- Skład zespołu z 1926: Luberda, Malicki, Lasota, Gąsiorek, Janicki, Bielski, O.Oświęcimski, Wróbel, Huber, Ludwikowski, Veranemann, Truchan, Gozdecki, Kulig.
- Skład zespołu z 1931: J. Wadowski (kier.), Eugeniusz Naczulski, Longin Pawłowski, Eugeniusz Chowaniec, Feliks Jarmołowicz, Józef Godlewski, Jan Truchan, Stanisław Puzyna, Jan Matuszczyk, Zygmunt Żebrowski.
- Skład zespołu z 1932: Jan Kurcz (prezes), Eugeniusz Chowaniec, Stanisław Puzyna, Longin Pawłowski, Władysław Bielewicz, Eugeniusz Browko, Ludwig Drąg, Józef Maniecki, Edward Zienkiewicz, Eugeniusz Naczulski, Mieczysław Wysocki, Aleksander Rogow, Pałubiński, Stanisław Lachowicz, Roman Zbroja.

## Sukcesy
- mistrz wileńskiego OZPN: 1926, 1928, 1931, 1932

## Sezony
| Poziomy rozgrywkowe | Poziomy rozgrywkowe | Poziomy rozgrywkowe | Poziomy rozgrywkowe | Poziomy rozgrywkowe | Sezony, opis | Sezony, opis | Sezony, opis | Sezony, opis | Sezony, opis | Sezony, opis | Sezony, opis                            | Sezony, opis | Sezony, opis  |
| I                   | II                  | III                 | IV                  | V                   | Sezon        | Liga         | Poz.         | Pkt.         | Bramki       | Z/R/P        | Uwagi                                   | Nazwa        | ZPN           |
| ------------------- | ------------------- | ------------------- | ------------------- | ------------------- | ------------ | ------------ | ------------ | ------------ | ------------ | ------------ | --------------------------------------- | ------------ | ------------- |
| MP                  | A                   |                     |                     |                     | 1921         |              |              |              |              |              | Mecze towarzyskie                       | WKS 1PP      |               |
| MP                  | A                   | B                   | C                   |                     | 1922         |              |              |              |              |              | Mecze towarzyskie                       | WKS 1PP      | Wileński OZPN |
| MP                  | A                   | B                   | C                   |                     | 1923         | Klasa A      | 2            | 5            | 9-4          | 2/1/1        |                                         | WKS 1PP      | Wileński OZPN |
| MP                  | A                   | B                   | C                   |                     | 1924         | Klasa A      | 3            | 2            | 5-6          | 1/0/3        |                                         | WKS 1PP      | Wileński OZPN |
| MP                  | A                   | B                   | C                   |                     | 1925         |              |              |              |              |              | Nie rozgrywano.                         | WKS 1PP      | Wileński OZPN |
| MP                  | A                   | B                   | C                   |                     | 1926         | Klasa A      | 1            | 13           | b.d.         | b.d.         | Uczestnictwo w MP                       | WKS 1PP      | Wileński OZPN |
| L                   | A                   | B                   | C                   |                     | 1927         | Klasa A      | 5            | 7 (9)        | 13-20        | 2/3/4        | Brak wyniku 1 meczu, zwyc. 9pkt.        | WKS 1PP      | Wileński OZPN |
| L                   | A                   | B                   | C                   |                     | 1928         | Klasa A      | 1            | 14           | 26-14        | 6/2/2        | Eliminacje do Ligi                      | WKS 1PP      | Wileński OZPN |
| L                   | A                   | B                   | C                   |                     | 1929         | Klasa A      | 3            | 19 (21)      | 38-15        | 9/1/3        | Brak wyniku 1 meczu, zwyc. 21pkt.       | WKS 1PP      | Wileński OZPN |
| L                   | A                   | B                   | C                   |                     | 1930         | Klasa A      | 2            | 17           | 38-12        | 7/3/2        |                                         | WKS 1PP      | Wileński OZPN |
| L                   | A                   | B                   | C                   |                     | 1931         | Klasa A      | 1            | 16           | 45-12        | 8/0/1        | Brak wyniku 1 meczu. Eliminacje do Ligi | WKS 1PP      | Wileński OZPN |
| L                   | A                   | B                   | C                   |                     | 1932         | Klasa A      | 1            | 17           | 42-13        | 8/1/1        | Eliminacje do Ligi                      | WKS 1PP      | Wileński OZPN |